# Pham Duy
Pham Duy, född 5 oktober 1921 i Hanoi, död 27 januari 2013 i Ho Chi Minh-staden, var en vietnamesisk kompositör, sångare och textförfattare. Han anses, vid sidan av Van Cao och Trinh Cong Son som en av de tre mest centrala företrädarna för modern, icke-klassisk, vietnamesisk musik. Pham Duy var musikaliskt verksam i över femtio år och komponerade över tusen alster. Många av hans låtar har återlicensierats av musikbolag som Thuy Nga och Lang Van samt återanvänts av andra artister.